# Lechia Lwów
Lechia Lwów was een Poolse voetbalclub uit de stad Lwów, die tegenwoordig in Oekraïne ligt en de naam Lviv draagt. Het was de eerste professionele Poolse voetbalclub. Het was een van de vier voetbalclubs uit deze stad, die in de hoogste Poolse voetbalcompetitie speelden.
De club is opgericht in 1903 en werd opgeheven in 1939 door het begin van de Tweede Wereldoorlog.
De beste prestatie van Lechia Lwów is een twaalfde plaats in de I liga in 1931.